# Westfalenbank
Koordinaten: 51° 28′ 46,9″ N, 7° 13′ 4,2″ O
Die Westfalenbank AG (BLZ 430 200 00) war eine Bank mit Sitz in Bochum, die 1921 von den Industrieunternehmen Bergbau-Aktiengesellschaft „Lothringen“, Essener Steinkohlenbergwerke AG und Maschinenfabrik Henschel & Sohn GmbH als Konzernbank gegründet wurde, um nicht von den Berliner Großbanken abhängig zu werden. Um eine rechtlich komplizierte und aufwändige Neugründung zu vermeiden, erwarb die Interessengemeinschaft Henschel-Lothringen-Steinkohlen-Vereinigung von der Commerz- und Privatbank AG die 1903 gegründete Harzer Bank AG in Osterode, verlegte deren Sitz nach Bochum und änderte die Firma.

Westfalenbank 1933

Von Oktober 1933 bis 1943 hatte die Gauleitung Westfalen-Süd in dem Gebäude ihren Sitz.
Eine Blütezeit erlebte die Westfalenbank in den 1950er-Jahren, in denen sie die Hausbank etlicher Ruhrgebietsunternehmen war. Bereits in der fortschreitenden Kohlekrise der 1960er-Jahre geriet auch die Westfalenbank in Schwierigkeiten. Als der Chemiekonzern BASF in den 1970er-Jahren die Wintershall AG übernahm, wurde BASF damit auch zum Westfalenbank-Mehrheitsaktionär und verkaufte mangels Interesse die Bankanteile an die Bayrische Hypotheken- und Wechselbank AG weiter, die ihrerseits später in der HypoVereinsbank aufging.
1992 wurde das Vorstandsmitglied Dieter Pöhlmann entlassen, da er den Immobilienspekulanten Naftoli Gelerman, Hary Broch und Menachem Grünbaum zu großzügige Kredite genehmigt hatte. Diese hatten nach fallenden Immobilienpreisen Insolvenz anmelden müssen und damit der Westfalenbank einen empfindlichen finanziellen Schaden zugefügt.
Da mehrere Großkunden der Westfalenbank in Schwierigkeiten gerieten, wurde sie im Jahr 2002 an die Düsseldorfer Falke-Bank AG verkauft. Da die Falke-Bank ihrerseits aber vor dem Ruin stand, kaufte die HypoVereinsbank die Westfalenbank am 24. Mai 2004 wieder zurück.
Die HypoVereinsbank filetierte in den folgenden Jahren die einzelnen Bereiche der Westfalenbank: Das Asset-Management wurde vom Finanzkonzern Fortis übernommen, das Privatkundengeschäft ging wenig später an die Bank Merck Finck & Co, das Firmenkundengeschäft mit einem Kreditvolumen von rund einer Milliarde Euro blieb bei der HypoVereinsbank. Die Westfalenbank AG einschließlich des verbliebenen Restgeschäfts wurde 2006 an die US-amerikanische Crown-Gruppe verkauft, die die Bank in Crown Westfalen Bank AG umfirmierte. Zum 31. Dezember 2010 wurde der Geschäftsbetrieb der Bank schließlich eingestellt. Seitdem befindet sich die Crown Westfalen Bank AG in Liquidation.
Die Gebäude der Westfalenbank an der Huestraße wurden 2008 von einem Bochumer Immobilienunternehmen gekauft und in ein Medienzentrum umgebaut, in dem heute unter anderem die WAZ-Redaktion Bochum und der lokale Radiosender 98.5 Radio Bochum ansässig sind.